# Hooligan (jogo)
Hooligan é um jogo de dados, de origem inglesa para dois ou mais jogadores, similar ao jogo General, e jogado frequentemente em bares. É jogado com cinco dados e exige uma cartela de marcação.

## Regras
|          | Jogador1 | Jogador2 | Jogador3 |
| -------- | -------- | -------- | -------- |
| 1        |          |          |          |
| 2        |          |          |          |
| 3        |          |          |          |
| 4        |          |          |          |
| 5        |          |          |          |
| 6        |          |          |          |
| Hooligan |          |          |          |
| Total    |          |          |          |

São jogadas sete rodadas para cada jogador, cada um jogando os dados na sua vez. A cada rodada um jogador tem três lances de dado. Após o seu primeiro lance, o jogador pode declarar para qual categoria eles o lance foi jogado. Se não declarar a categoria, deve rolar todos os cinco dados novamente em seu segundo lance.
Uma vez que a categoria foi declarada, o jogador deve pôr de lado os dados que deseja usar e jogar os restantes em seu(s) lance(s) subseqüente(s). Quaisquer dados adicionais jogados para essa categoria também serão postos de lado.
Os jogadores marcam pontos após o seu terceiro e último lance, multiplicando seu número na categoria (1 até 6) pelo número de dados que mostram que esse número, ou marcando 20 pontos para um Hooligan. Um Hooligan é uma seqüência; ou 1, 2, 3, 4, 5 ou 2, 3, 4, 5, 6. Se um jogador rolar cinco dados que mostram o seu número da categoria antes de seu lançamento final, marca com eles e rola todos os cinco dados novamente e continua a marcar para qualquer dado a mais que, posteriormente, mostrar o seu número.